# Fortuna fajans- och lerkärlsfabrik

Fortuna fajans- och lerkärlsfabrik verkade i Nagu socken i Egentliga Finland åren 1816–1867 och dess lerpipsfabrik åren 1839–1867.

## Historik
Maria Elisabet Finckenberg anhöll år 1814 om privilegium för att i sina omyndiga söners namn driva en fajans- och lerkärlsfabrik på Käldinge frälsesäteri i Nagu. Detta beviljades trots det ovanliga att hon var en kvinna som ville bli företagare. Hon hade dock några år tidigare ärvt stora mängder kontanta medel av sin far, den företagsamma sjökaptenen Petter Claesson i Åbo, och därtill det  handelskunnande som behövdes. De flesta råvaror som behövdes fanns på gårdens marker och hon var bekant med handeln på Stockholm, där annat som behövdes kunde skaffas. I staden fanns också förebilderna Rörstrands Porcelaine Werks Bolag och Ulfsunda Fajans och Porcelainfabrik. I Sverige hittade hon därtill de verkmästare som kände till de nya effektiva kakelugnarna med interna rökkanaler, som hade bättre värmeekonomi och bevarade värmen bättre. De kände också till glaseringen med opak tennglasyr som hade kommit på modet. Samtidigt blev det allt vanligare att man i hushållen använde blyglaserade lerkärl och kärl tillverkade av rödbränd lera, vilket den nya fabriken Fortuna kunde leverera.
Verksamheten kom igång år 1816 men starten var långsam och redan år 1822 arrenderade kaptensänkan Finckenberg ut fabriken till verkmästaren. En vändpunkt kom med den stora stadsbranden i Åbo 1827 och året efter den hade produktionen av kakel i Fortunafabriken tredubblats. Den leddes nu av den yngre, kvarvarande sonen Gustaf Adolf Finckenberg. För att få avsättning för den allt större produktionen skaffade man sig fasta agenter i städerna i sydvästra Finland. År 1839 var verksamheten så stor och lönsam att man beslöt att komplettera fabriken med en fabrik för lerpipor. Detta visade sig i längden vara mer lönsamt än kakel- och hushållskärlsproduktionen. Liksom kakelfabriken leddes pipfabriken till en början av svenskar. År 1845 beslöt Finckenberg att modernisera kakelfabriken främst genom att uppföra en ny brännugn av en typ som kallas dubbelugn. Den var till formen rund och hade tre eldstäder, som gav värme effektivt och jämnt. Disponentens privata situation förändrades dock genom att hans mor och bror avled och han själv blev ensam ägare till fabriken. Han gifte sig också med en kvinna från bygden och arrenderade ut fabriken till en svensk man som inte klarade uppgiften och snart försvann från orten. 
I början av 1850-talet hade fajansfabriken problem därför att deras produkter var för dyra för marknaden. År 1852 infördes en ny produkt, taktegel, som dittills hade importerats från Holland. Samtidigt svängde modet i tobaksanvändningen så att importerade långskaftade sjöskumspipor och eleganta fajanspipor blev moderna och cigaretterna gjorde sitt segertåg. I Finland höll dock lerpiporna länge sin ställning. Krimkriget under åren 1853–1856 förhindrade varuimporten till Finland. Därmed kunde taktegelproduktionen vid Fortuna bli både stor och lönsam och kriget var säkert också en orsak till att lerpiporna kunde hålla sin ställning så länge. Efter kriget gick verksamheten tillbaka och fajans- och lerkärlsfabriken blev helt olönsam, endast lerpipstillverkningen gav inkomster. När Gustaf Adolf Finckenberg avled år 1867 hade änkan och dottern som enda alternativ att lägga ner de båda fabrikerna.

## Övrigt
Fortunas produkter finns avbildade på sajten Finna.fi.